# Paul-Alphonse Reverchon
Paul-Alphonse Reverchon, né le 24 mai 1833 à Diémoz (Isère) et mort le 6 mars 1907 à Quimper, est un médecin et botaniste français.

## Biographie
Il était le fils de Maximilien Reverchon et de Fleurine Pétel. Il avait épousé Florestine-Marie-Pauline Menereul (décédée à Quimper le 8 septembre 1901). Il eut de ce mariage deux fils.
Venant d'Alençon, il dirigea l'asile d'aliénés de la Roche-Gandon à Mayenne du 1er janvier 1881 au 12 septembre 1884. Botaniste expérimenté, il fut le compagnon de Charles Chedeau et de Paul Jouannault. Il dirigea ensuite les asiles de Moulins (1884-1888), puis de Pau (1888-1892). Ce fut un administrateur émérite et ses réalisations lui font le plus grand honneur. Il dut prendre prématurément sa retraite pour des raisons de santé et se retira à Quimper.
Ses frères Élysée Reverchon (1835-1914) et Julien Reverchon (1837-1905) furent d'éminents botanistes.

## Publications
- Catalogue raisonné des plantes vasculaires du département de la Mayenne (d'abord publié dans le Bulletin de la Société d'études scientifiques d'Angers, 1890, 1891 ; puis tiré à part à Angers, par Germain et Grassin, 1892.
- Contributeur à La Flore complète de France, de Gaston Bonnier et Georges de Layens (1834-1897), édité par Paul Dupont.
- La famille Lochin (internée à la Roche-Gandon) (avec la coll. de Pagès).
- Études médicales. Paris, Baudot, 1892.